# سنگ‌نوشته بوگوت

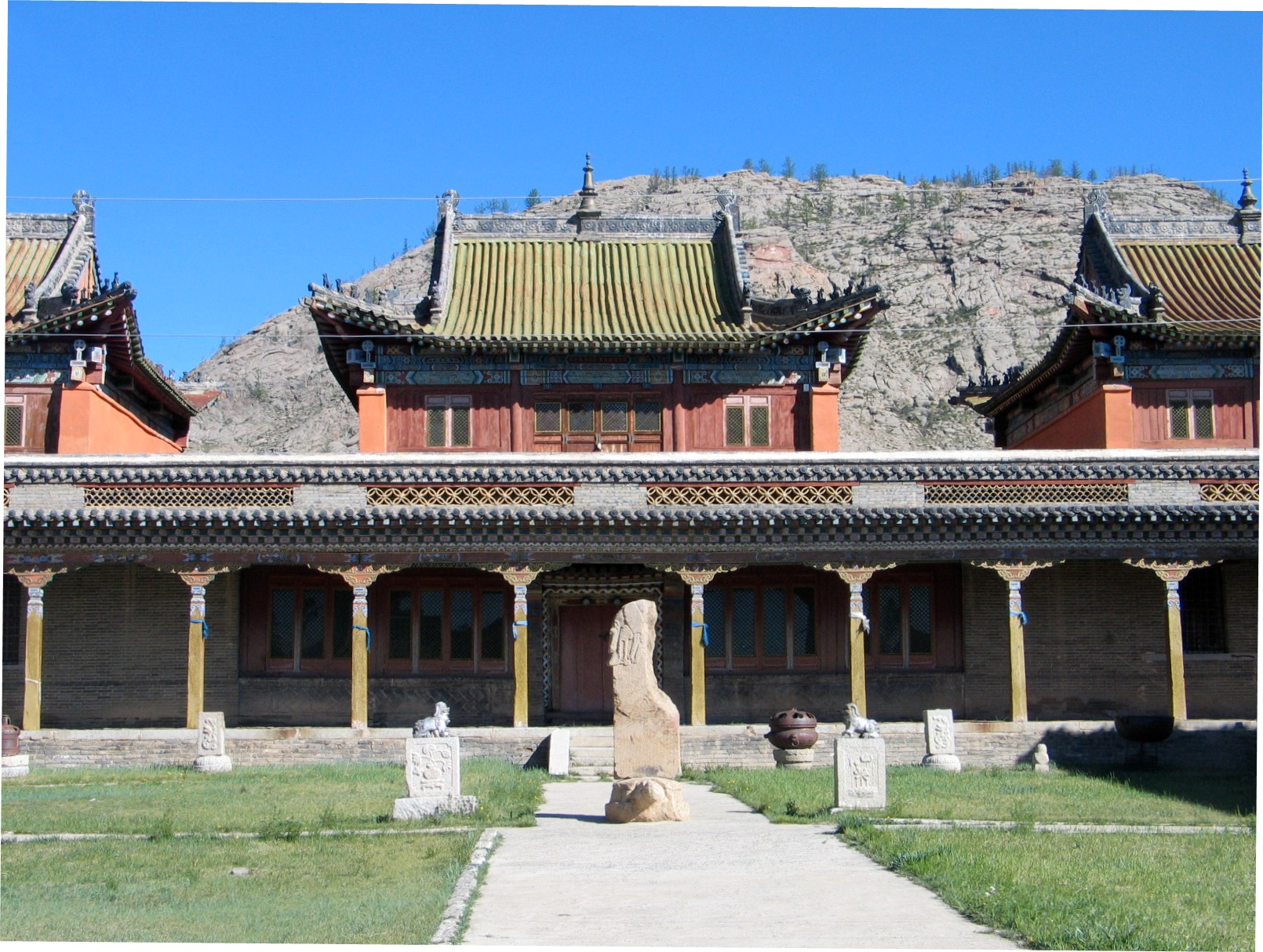
سنگ نوشته به تاریخ تقریبی ۵۸۴، در مقابل صومعه زایین گگین (ساخته شده در سال ۱۶۳۱) در ستسرلگ، مغولستان قرار دارد.

سنگ نوشته بوگوت ( مغولی: Бугут) یک کتیبه چند زبانه است که برای اولین‌بار در ایخ-تامیر در استان آرخانگای مغولستان کشف شد. قدمت این کتیبه به سال ۵۸۴ می رسد پس از میلاد و به تاسپار خاقان (حکومت ۵۷۲–۵۸۱) چهارمین خاقان خاقانات ترک تقدیم شد. این کتیبه به شکل یک استوانه تاریخی با تاج گرگ است ۱۹۸ سانتی‌متر ارتفاع که روی پایه لاک پشت ۴۷ سانتی متر ارتفاع قرار دارد. در سمت چپ و جلو، سمت راست و چپ، سنگ نوشته‌ای سغدی با الفبای سغدی نوشته شده است. پشت آن نیز سنگ نوشته‌ای احتمالاً روآنروانی است که با خط براهمی نوشته شده است.  محل اصلی کتیبه در ساحل غربی رودخانه بایانتسگان، یکی از شاخه‌های رودخانه شمالی تامیر، شواهدی از یک مجموعه دیواری را نشان می دهد. خاکریز دیوار ۵۹ متر در ۳۰ متر با خندق داخلی به عرض ۴.۵ متر و عمق ۲ متر است. در مرکز مجموعه محصور شده معبدی قرار داشت که ستون های چوبی و کاشی های سقف آن هنوز روی زمین نمایان بود. فقط چند تکه آجر پیدا شد. خود کتیبه در داخل دیوارها بر روی سکوی مربعی به ابعاد ۷.۵x۷.۵ متر ساخته شده از سنگ های لایه‌ای یافت شد.

## زمینه تاریخی

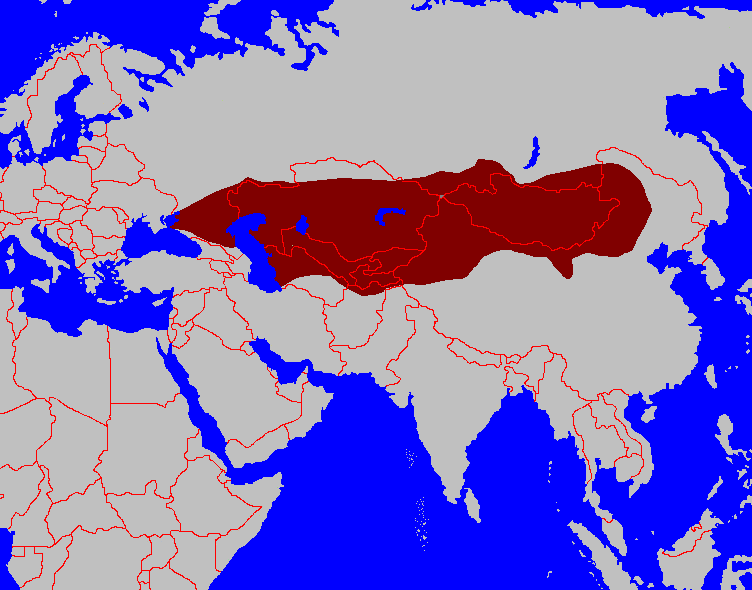
خاقانات ترک در بیشترین حد خود در سال تقریبی ۵۷۶

این ستون سنگی یادبود در سال تقریبی ۵۸۴ ساخته شد با آخرین تاریخ تقریبی ۵۸۷ تقدیم به تسپار خاقان که تاتپر خاقان نیز نامیده می‌شود، شد. در این زمان خاقانات ترک از منچوری تا دریای سیاه امتداد داشت. در حالی که مقر قدرت امپراتوری آن در مرکز مغولستان بود، جاده ابریشم را کنترل می کرد. خاقانات ترک در سال ۵۵۲ با کمک وی غربی جایگزین اربابان قبلی خود، خاقانات روران (همچنین روآنروان) شدند. گوکترک‌ها با کمک امپراتوری ایران ساسانی در سال ۵۶۰ میلادی به شکست هپتالیان پرداختند. شکست روران‌ها و هفتالی‌ها و تعقیب آنها توسط ترک‌ها مهاجرت آوارها به اروپای شرقی را تسریع کرد. شارلمانی در نهایت تسلیم آنها را در سال ۷۹۸ در آخن پذیرفت و یکی از سرداران بومی، ابراهیم تعمید داده شده را با عنوان باستانی خاقان به آواریا بازگرداند. ترک‌ها با امپراتوری بیزانس علیه ساسانیان متحد شدند. زمارخوس فرستاده بیزانس در سال ۵۶۹ از خاقان ایستمی در کوه‌های آلتای (کوه‌های طلایی) بازدید کرد. زبان سغدی کتیبه‌ها نشان دهنده برجستگی سغدی‌ها در جاده ابریشم است. سغدی‌ها ایرانیان شرقی اهل سغد، یکی از ساتراپ‌های امپراتوری هخامنشی بودند. کتیبه روانروان مغولی منعکس‌کننده تأثیر خاقانات روران قبلی است. عنوان خاقان برای اولین‌بار توسط روران ها استفاده شد که شاخه ای از شیانبی‌ها شبیه توباها ، خیتان‌ها ، تویهون‌ها و شیوی‌ها (مغول‌ها) بودند. برخی از اشراف روران بودایی بودند. گرگ بالای ستون نشان دهنده اعتقاد ترک‌ها به منشأ آنها از گرگی مانند مغول است. جهت عمودی کتیبه‌ها و پایه لاک‌پشت نشان‌دهنده نفوذ فرهنگی چین است. کتیبه هویس تولگوی یکی دیگر از کتیبه‌های یافت شده در مغولستان با متن مغولی براهمی است که مربوط به سال‌های تقریبی ۶۰۴ تا ۶۲۰ است.
کتیبه سغدی دارای متن زیر است:
(طرف چپ)(‘mwh?) […] (pt)s’kh ‘ws’t δ’r’nt tr’wkt c(yn)st’n kwt(s)’tt ‘γšywn’k (‘YK) [خلأ حدود ۱۵ حرف] (ZK?)trwkc βγy nw’’r γ’γ’n ‘wskwp’r ckn’cw mγ’n (tykyn pr)[w] (γ’γ’n wy’k) w’(š)t ‘(X)RZY nwkr ZK βγy mwγ’n γ’γ’n ‘PZY βγy mγ’n tyky(n) [خلاء ۵-۶ حرفی, احتمالا cyw’nt?] pyštrw?) k’w ‘wrts’r prm prw ‘nγt’k ‘βc’npδ ‘swšwyn’tt wm’[t’nt] [خلأ حدود ۲۵ حرف] (t ‘XRYZ n)wkr cyw’nt pyštrw βγy m[wγ’n γ’γ’n](طرف مقابل) [خلأ حدود ۳۵-۴۰ حرف] (w) k’w βγy s’r pwrsty rty nw(k)r (k..) […] [خلاء ۳۰-۳۵ حرفی] (‘YK?) š’δpyt trγw’nt γwrγ’p(‘)ynt twδwnt s(nk) [wnt][خلاء ۱۰-۱۲ حرفی] (t rty pyšt)rw (….t?) [۸-۱۰ حرف] y tw’ γwyštr ‘XY mwγ’n γ’γ’n pr’yt rty (…) [خلأ حدود ۱۵ حرف] K(S)Pw (‘n) [β] (γ)t δ’r[t rty n’β] (cy)h šyr’k p’rtw δ’rt rty ms ‘kδry tγw βγy mγ’[n](tyk)[yn] γ[šywny…] (…)δ(…..) rty [حدود ۸ حرف] (δ’rt rty) ‘pw ‘nγwncyδ γšywny n’β(c)yh p’r rty nw(k)(βγy mγ’n ty)[kyn خلأ از حدود ۲۵ حرف s](γ)wn ptγwštw δ’rt rty γrγwšk srδy (.)[…](.w’št?)(wγwšw ?) srδ (γš)y(wny.) [خلأ حدود ۱۵ حرف, βγy t’sp’r] (γ’γ’n) k’w βγyšt s’r pwrst rty pyštrw š’δpyt trγw[‘nt]γwrγ’p’ynt (snk)[wnt] (twδ)[w]nt (’PZY) […](.n) [read [γ’γ](‘n)?] wk[wrtpt](s)dtw δ’rnt rty nwkr βγβwmyn[/i] [so instead of βγy βwmyn] γ’γ’n p’δy (s’r) [….](δ’rt kt?) [….]t rty βγ[y βwmyn] (yn γ’ γ’n) pr(m)’t δ’rt (k)t’yβ βγ’ t’sp’r γ’ γ’n wsn RBk(‘)[خلأ حدود ۲۰ حرف] (.t) […] (..)rt(y) [w’n’w?] pr(m)’tw δ’rt RBkw nw(h) snk’ ‘wast rty ‘YK nw(k) [r][خلأ حدود ۲۰ حرف] (.npš ?) [خلأ حدود ۸ حرف] rty βγ’ [بجای βγy] t’(sp’r) γ’γ’n tr(‘γ)t ‘cw npyšnt cw krnw(‘ncy’k?)[h][خلأ حدود ۴۰ حرف] (…)cw γwrγ(‘)p’ynt cwty wkwrt cw n’βcy’kh ‘(st’t?)[خلأ حدود ۴۰ حرف] (y) β’r’k ‘sp’δy’n (wr’yt) ‘yt myδ ‘nβγt δ’r’nt [خلأ حدود ۴۰ حرف] (sγwn) ptγwštw δ’r’nt rty cyw’nt pyštrw […] [خلأ حدود ۴۰ حرف] (…tw) δ’rt (….t) rty c’n’w δw’ γšywnk [خلأ حدود ۴۰ حرف] (…tw) δ’r’nt rty (…) šyr’k βrtpδ m’tnt rty [خلأ حدود ۴۰ حرف] (…n’βcy’kh ?....) p(tsγt’k ?) ‘sp’δ m(…) [خلأ حدود ۴۰ حرف] (…wyškrtw ?) δ’r’nt (…)[خلأ حدود ۴۰ حرف] (…)δw’ šyrγw(štt)w m’(t)[‘nt] (سمت راست) [خلأ حدود ۴۰ حرف] (.k?) šyr’k krt(k) [‘krtw?] δ’rt rt[y…]
[خلأ حدود ۴۰ حرف] (s)δtw (δ’r’nt) šyr’k (šy)r’k krtk ‘’βry(t) [δ’r’nt ?] [خلأ حدود ۴۰ حرف] (….’cw ?) [n’β](c)yh mrt(γm)’k ‘st’t ‘XRYZ (βγym)[γ’n tykyn?] [خلأ حدود ۴۰ حرف] (‘XRZY βγy ?) […](š)t (nws) [’ws, nwš or nyš ?] (.)wk’ [(p)wk’ or (‘)wk/’ ?] trγw’n ‘YK (m)γ(‘) [n tykn] [رد پای حروف ناخوانا].

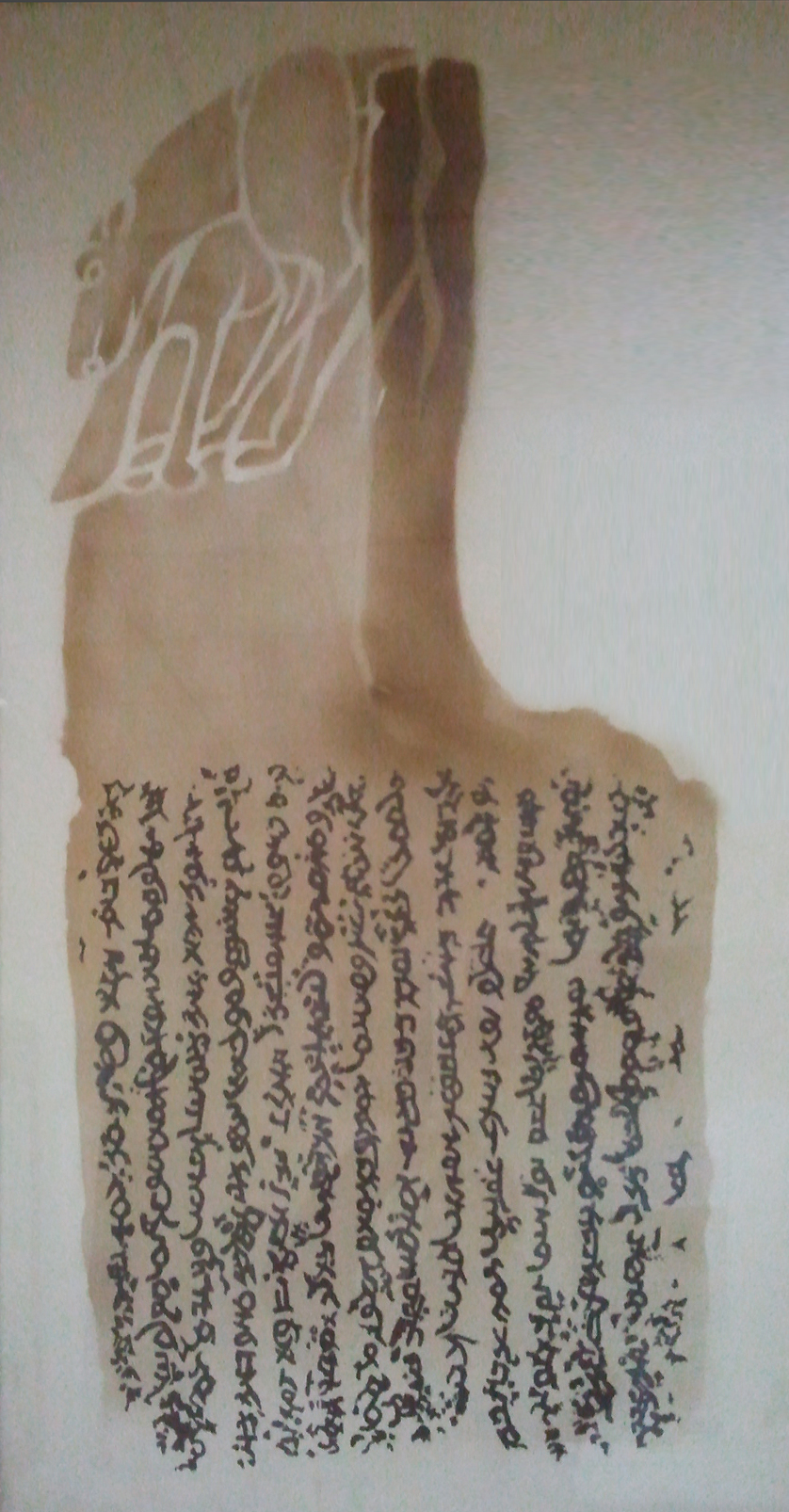
مالش متن سغدی کتیبه بوگوت

این مطلب توسط سرگئی جی.کلیاشتورنی و ولادیمیر آ. لیوشیچ به انگلیسی ترجمه شده است:
(سمت چپ) این سنگ‌سوار توسط ترک‌ها (تحت رهبری) کوتسوت فرمانروای چین در زمانی که .... لرد ترک نیورقاغان ساخته شد. از آنجایی که موهان تگین به جای قغان عروج کرد، ارباب موهان قاغان و لرد موهان تگین پس از آن در مدتی طولانی منجی همه جهان بودند. پس از آن و در آینده] ……… و اینک پس از آن، ارباب [موهان قاقان] (جلو) [... درگذشت. و ...] از خدا می‌پرسد، و سپس ……… هنگامی که (؟)شاداپیت(ها)، ترخوانان، قرقاپین‌ها، تودون‌ها، سانگون‌ها [تأیید (؟)] و پس از آن [این گونه خطاب به او کرد]: «برادر بزرگت. موهان قاقان درگذشت. و ... ... [او خوب (؟)] پول را توزیع کرد [و] به خوبی [مردم] را تغذیه کرد. و به این ترتیب اکنون تو ای ارباب ماها[n]- –تگین، ………، و مردم را بدون چنین حاکمی تغذیه کن!» و اینک پروردگار ماهان ته[گین ….]، او به این سخنان گوش داد و در خرگوش. سال … صعود (؟) شش (؟) سال حکومت […. ارباب تسپار (؟)]-قاغان از خدایان پرسید. و سپس ساداپیت‌ها، ترخان‌ها غورقاپین‌ها، سانگون‌ها، تودون‌ها، خویشاوندان (قاغان) را تأیید کردند. و سپس خشت آقا بومین قاقان را چنین خطاب کرد: [نمایش!]. و ارباب بومین قاغان دستور داد: ای پروردگار تسپارقاغان! شما باید ... به خاطر بزرگ […..] و او دستور داد: «سمغه بزرگ جدیدی برپا کنید!» و آنگاه که […..] و ارباب تسپارقاغان مضطرب شد، [اینکه] کسی بود. نوه‌هایی که [دارای] توانایی (؟) […..] ... آیا کسی از قرقاپیان، از خویشاوندان، از مردم ... و جنگجو(های) سوارکار، به این ترتیب طعمه‌ها را تقسیم کردند(؟) [….] آنها [این] سخنان را شنید و پس از آن […] [….] او ….. و به عنوان دو فرمانروا […..] آنها… و… سرشار از دانش و […] مردم(؟) … مجهز (؟) لشکر ….. […..] فتح کردند (؟) ….. […..] دوست بودند (سمت راست) […..] کارهای نیک بسیاری کرد. و …..[…..] «بسیار (یا: بسیار) کارهای نیک» را تأیید کردند - ستایش کردند […..] آیا در بین مردم چنین مردی [که بتواند…؟] وجود دارد. و ارباب م[آهان تگین؟] .[…..] و ارباب (؟) … (.)اوکا ترخوان، وقتی ماها[ن تگین] [ردهای ناخوانا از حروف].

## کتیبه براهمی مغولی
| Ruanruan اصلی: ... تدپر موگان قگان سا نام سیگ دو ... ++بی++تو تدپر قا کوگ-نار اورو-گا-جو++ ... dig-n qa-n herte ku++ quri-r ndu-ti-ju qapa bar-ju gele-lupe-r ku ... +cu-d-par dar-p-ta taga ayu -؟-؟ C-cu ... +++gacar haru tar-ju jar-n++ ... پوروپو تال-و-جا-ر/جو اسوار-اون اردو-دا ... -tu++ -un jar-va-r janti-ju ... qa-d habv-ca xa+ mede-ju++++ ... -نار پونکن پوکر-نر تدپر طلا- ... -quy nabu-d botugna-s qoniy ire-y ... قگان-و +-گتیر جلوای تدپر +؟ ... -ciliA-at ken hirge-c ... ... پارا ن قورا پی کبیر قاجار الا (؟) ... ol-ga-ba ku ceker-de a-qsa + ... + -tu + kuju-tu ken-u gar-par ... ++-la kobe'u-d gele-run da+hig ... +-d-un teme ingi-ner aci-sar-ju ... +++bule-ku-per qa-d qagan | ترجمه انگلیسی (آزمایشی): ... زمانی که قاگان تدپر و موگان [با هم] اقامت داشتند ... تدپر قغان بزرگواران را وارد کرد و ... قغانی که زودتر از دنیا رفت... ایجاد اجتماع با تمام قدرت [خود] در [خود] بسته شدند و صحبت کردند ... هنگامی که دشمنان توسط اعضا شکست می‌خوردند، [آنها] ترسیدند و ... عجله کرد تا در پشت زمین پراکنده شود... ... این واقعیت که آنها با هم و در اردوگاه اسبارا غارت سنگینی کردند ... با [او؟] پیام رسان X-GEN را زد ... گرفتن شاهزاده ها... دانستن... ... تدپار X-PLUR، روباه ها و گاوها را شکار خواهد کرد ... نبو، گوساله و گوسفند شتر که... آمد و ... اتصال به قگان ایکس، تدپر... ... پس از تبدیل N به V، که از مردم ... ... مردم... سم در زمین های استپی ... برای دریافت... و خالی بودند... ... توسط... توسط دستان قوی او ... X را انجام دهید همانطور که پسران گفتند ... ... بارگیری شترهای نر و ماده X-PLUR و ... توسط خرخر، شاهزادگان [و] قگان |

این ترجمه آزمایشی الکساندر ووین است. 